# Nueva Pompeya (línea H del subte de Buenos Aires)
Nueva Pompeya fue un proyecto de estación incluido en la ley 317, que hubiera pertenecido a la línea H de la red de subterráneos de la ciudad de Buenos Aires. Habría estado ubicada en el barrio homónimo y serviría como cabecera de la mencionada línea. A su vez, hubiese podido convertirse en la estación de subte  ubicada más al sur del mundo y en la estación más cercana al límite con la provincia de Buenos Aires, puesto que habría estado situada sobre la intersección de las avenidas Sáenz y Amancio Alcorta, a unas pocas cuadras del Riachuelo que divide a los dos distritos.

## Historia
Inicialmente las obras de construcción comenzaron el 17 de enero de 2012 junto a las estaciones Facultad de Derecho, Las Heras, Santa Fe, Córdoba y Sáenz. En octubre de 2012 la obra fue interrumpida (y descartada, según otros medios) debido a complicaciones en el terreno lodoso a orillas del Riachuelo, aunque en ese momento se informó que solo se trataba de una suspensión a la espera de definiciones respecto a la transferencia de los terrenos donde se realizaría la cochera-taller de la línea. Luego de estar adjudicada la obra, la estación Nueva Pompeya no registró avance alguno en 2013 y 2014. Uno de los motivos fue el estudio de los suelos.
Se había anunciado el inicio de su construcción en 2015 para estar terminada hacia 2017. En diciembre de 2014, la Legislatura de la Ciudad de Buenos Aires aprobó una modificación a la traza de la línea H suprimiendo definitivamente la estación Nueva Pompeya, estableciendo como nueva terminal a la estación Sáenz, como lo solicitaba el proyecto del Poder Ejecutivo nacional, para evitar construir una estación en cercanías del Riachuelo, por la mala calidad de los suelos. La modificación también consideró una extensión de la línea por la avenida Perito Moreno hasta la Villa 1-11-14 pero como un ramal alternativo.